# Tomosvaryella olmii
Tomosvaryella olmii är en tvåvingeart som beskrevs av De Meyer och Foldvari 2008. Tomosvaryella olmii ingår i släktet Tomosvaryella och familjen ögonflugor.
Artens utbredningsområde är Moçambique. Inga underarter finns listade i Catalogue of Life.